# Walther Fischer (Mineraloge)
Carl Walther Fischer (* 16. Juni 1897 in Rochlitz; † 15. Februar 1979 in Nürnberg) war ein deutscher Mineraloge und Direktor des Dresdner Museums für Mineralogie und Geologie.

## Leben
Fischer erhielt seine Schulbildung in Rochlitz und ging 1910 an die Fürsten- und Landesschule Grimma, die er 1915 mit dem Notabitur beendete. Er wurde als Soldat in den Ersten Weltkrieg eingezogen und geriet in französische Kriegsgefangenschaft, aus der er 1920 entlassen wurde. Er schrieb sich für ein Chemiestudium mit Schwerpunkt Mineralogie und Geologie an der TH Dresden ein und legte 1923 seine Diplomprüfung ab. Bei Eberhard Rimann, zu dem Zeitpunkt Direktor des Instituts für Mineralogie und Geologie der TH Dresden, schrieb Fischer bis 1925 seine Dissertation über Die Helvinlagerstätte von Casa la Plata. Beitrag zur Kenntnis der Konstitution des Helvin und Danalith.
Fischer wurde 1925 Mitarbeiter des Staatlichen Museums für Mineralogie, Geologie und Vorgeschichte im Dresdner Zwinger und ein Jahr später Mitglied der Naturwissenschaftlichen Gesellschaft Isis in Dresden, deren Vorsitzender er 1943 wurde. Fischer arbeitete ab 1930 als Kustos des Museums für Mineralogie, Geologie und Vorgeschichte. In diese Zeit fallen unter anderem die Schausammlung Bildung und wirtschaftliche Bedeutung der Mineralien (1930), die Mitwirkung bei der Goethe-Ausstellung des Kunstvereins (1932) und die Teilnahme an der Ausstellung Sächsisches Edelgestein (1936). Zudem konnte er die mineralogischen und geologischen Sammlungen des 1932 verstorbenen Geologen Robert Nessig in den Museumsbesitz übernehmen. Fischer verwaltete die Museumsbibliothek, lehrte als Vertretung für den immer öfter kranken Eberhard Rimann an der TH Dresden geologische Übungen und publizierte unter anderem 1939 sein Buch Mineralogie in Sachsen von Agricola bis Werner über die Geschichte des Museums.
Nachdem bereits 1942 erste Museumsbestände ausgelagert worden waren, um sie vor Kriegszerstörung zu schützen, wurde das Museum 1944 geschlossen. Bereits 1943 hatte Fischer die Leitung des Museums stellvertretend vom schwerkranken Rimann übernommen, der 1944 verstarb. Zudem war Fischer zum stellvertretenden Leiter des Mathematisch-Physikalischen Salons und des Museums für Tier-, Völker- und Rassenkunde ernannt worden, deren Bestandssicherung ihm oblag.
Fischer war nach Kriegsende einer von zwei Wissenschaftlern, die von der sowjetischen Kommandantur mit der Leitung der Museumsangelegenheiten betraut wurden und unter anderem Personalfragen zu lösen und die Instandsetzung der Museen zu überwachen hatten. Er wurde 1945 zum Direktor des Museums ernannt, das seit der Ausgliederung der prähistorischen Abteilung 1938 nur noch Staatliches Museum für Mineralogie und Geologie hieß. Kommissarisch leitete er weiterhin das Museum für Tier- und das für Völkerkunde. Er organisierte unter anderem Räume für die zerstörten Museen und kümmerte sich um die Sicherung der erhaltenen Bestände. Am 29. Juli 1946 wurde Fischer wie zahlreiche andere Angestellte der Staatlichen Museen ohne Angabe von Gründen fristlos entlassen.
Drei Jahre nach Kriegsende verließ Fischer 1948 Dresden und die Sowjetische Besatzungszone. Er ging nach Idar-Oberstein und wirkte an der Berufsschule Kreis Birkenfeld und Fachschule für Edelsteinbearbeitung als Lehrer, deren Direktor er bis 1959 war. Im Jahr 1953 schrieb er mit Praktische Edelsteinkunde das erste Fachbuch über Edelsteine nach Ende des Zweiten Weltkriegs. Es folgten zahlreiche Werke über Edelsteine und die Edelsteinindustrie. Fischer trat 1959 in den Ruhestand, zog nach Stuttgart und später nach Nürnberg, wo er 1979 verstarb.

## Werke (Auswahl)
- 1925: Die Helvinlagerstätte von Casa la Plata. Beitrag zur Kenntnis der Konstitution des Helvin und Danalith (Diss.)
- 1934: Die Mineralien im Syenite des Plauenschen Grundes bei Dresden
- 1935: Arbeiten über Sachsen Mineralogie, Geologie und Paläontologie aus dem Jahre 1935
- 1936: Die wirtschaftliche Bedeutung des sächsischen Erzbergbaues nach den amtlichen Angaben für die Jahre 1913 bis 1934
- 1937: Grundlagen zur Geschichte der Rochlitzer Landschaft
- 1938: Das Amethyst-Vorkommen von Purschenstein im Erzgebirge
- 1939: Mineralogie in Sachsen von Agricola bis Werner: die ältere Geschichte des Staatlichen Museums für Mineralogie und Geologie zu Dresden (1560 – 1820) Digitalisat
- 1940: Natur- und Kulturgeschichtliches von Waldenburg u. Wolkenburg
- 1940: Das Vorkommen des „Rochlitzer Achates“ in Wiederau bei Rochlitz, Sachsen
- 1941: Helvin und Phenakit aus dem Stockgranit von Hilbersdorf, Kreis Görlitz
- 1944: Zum 450. Geburtstag Agricola’s, des „Vaters der Mineralogie“ und Pioniers des Berg- und Hüttenwesens
- 1953: Praktische Edelsteinkunde
- 1956: Vom Hunsrück zum Westrich
- 1957: Die Zunftordnung der Achatschleifer von 1609
- 1961: Gesteins- und Lagerstättenbildung im Wandel der wissenschaftlichen Anschauungen